# 10mm Auto
10mm Auto（10×25mm）是一種半自動手槍子彈，由傑夫·庫柏研發，於1983年進入量產。曾被美國FBI使用一段時間。

## 歷史
由著名的火器專家傑夫·庫柏研發，它被諾瑪公司設計為一種中口徑規格子彈，有著比.45 ACP更佳的彈道（更遠的射程）以及比9×19毫米更大的制止力，第一個使用該口徑子彈的手槍為Bren Ten，即10 mm口徑的CZ-75手槍；諾瑪打算增加傑夫原本構思子彈的威力，改良過的10mm Auto，於1983年生產，有著很高的威力及能量
F.B.I.在1980年晚期使用原本適用.45 ACP的槍械例如湯普森M1928衝鋒槍以及S&W Model 1076來測試10mm Auto，經過實際後，他們認為裝入所有的火藥發射將會招致很大的後座力，因此他們減少10mm Auto的火藥量，稱為10 Lite或10mm F.B.I.。史密斯威森於後來减弱10mm Auto，並將此型彈藥命名為.40 S&W。

## 使用
普遍使用於狩獵運動中和自衛；在美國，10mm Auto也是少數合法用於獵殺白尾鹿的半自動手槍子彈。
儘管F.B.I.最後選擇.40 S&W手槍子彈，但部分執法單位仍有使用10mm Auto。

## 通同字
- 10 mm Bren Ten
- 10 mm Norma
- 10x25mm